# Sigismund von Rosen
Sigismund (Siegismund) Ludvig Carl von Rosen (23. februar 1827 i Segeberg – 18. (19.) april 1864 på Johannitterlazarettet i Nybøl) var en dansk officer, bror til Alfred og Carl von Rosen og far til C.F., Marie og Vilhelm von Rosen.

## Treårskrigen
Han var tredje søn af amtmand, kammerherre Wilhelm von Rosen (1788-1853) og Sophie Marie født Decker (1799-1868). Familien nedstammer fra en gammel adelsslægt i Østersøprovinserne. Rosen, som alt tidlig viste lyst til den militære stand, blev kadet 1844 og året efter sekondløjtnant ved 1. jægerkorps, hvorpå han 1846 kom ind på Den kongelige militære Højskole. Krigen 1848 afbrød undervisningen, og med sit jægerkorps deltog han i kampene ved Bov og ved Slesvig, hvor han såredes under stormen på Annettenhöhe. I 1849, da han var blevet premierløjtnant, ansattes han som adjudant ved artillerikommandoen på Als og deltog 13. april sammen med daværende kaptajn Heinrich Kauffmann i erobringen af to sachsiske kanoner. Det blev begyndelsen til et venskab mellem de to officerer. Det følgende år var han som adjudant ved armeens artillerikommando med i slaget ved Isted, hvor han gjorde sig bemærket ved sin store koldblodighed og udmærkede blik for fægtningsforholdene.

## 2. Slesvigske Krig
Efter fredslutningen kom han tilbage til Højskolen og afgik 1853 derfra som generalstabsaspirant, gennemgik de forskellige våbens skoler og udnævntes 1855 til kaptajn af 2. klasse i Generalstaben. Han udførte derpå rekognosceringsarbejder i Holsten, men kom allerede i 1857, da han blev kaptajn af 1. klasse, som stabschef til 3. Generalkommando, hvor han endnu var, da Det tyske Forbunds tropper i slutningen af 1863 forlangte Holsten rømmet. Kort efter udnævntes han, navnlig på oberst Kauffmanns foranledning, til souschef ved overkommandoen, skønt dette efter bestemmelserne var en stabsofficersplads. Ved sin fremragende dygtighed viste han det berettigede i det trufne valg; han havde således megen andel i alle detailordninger angående Dannevirkes (som han ikke selv ønskede opgivet) og Dybbøls forsvar og var stadig utrættelig, ikke alene under udførelsen af sin tjeneste i bureauet, men også ude i marken. Således rekognoscerede han endnu stillingen ved Dybbøl natten imellem 17. og 18. april og kom først klokken otte om morgenen derfra tilbage til brohovedet. Kort efter fandt stormen sted, og han sluttede sig da til generalmajor Glode du Plat. Umiddelbart efter at denne var blevet dødeligt såret, traf det dræbende skud også Rosen. Han blev ført tilbage til Nybøl, men døde ti timer senere. Rosen havde i marts 1864 erholdt majors karakter, 1848 var han blevet Ridder af Dannebrog og 1862 Dannebrogsmand.
Rosen blev gift 7. juli 1853 i Holmens Kirke med Franzisca Henriette Wiborg (22. august 1833 i København - 10. februar 1912 i Guldborg Sund færgegård), datter af senere departementsdirektør i Marineministeriet, generalkrigskommissær Niels Viborg (1785–1863) og Hansine Henriette født Fogh (1791-1867).
Han er begravet på Holmens Kirkegård, hvor der er en mindesten. Der er ligeledes en mindesten i Dybbøl.

## Gengivelser
- Tegning af Niels Simonsen (Det Nationalhistoriske Museum på Frederiksborg Slot). Afbildet på skitse og på maleri 1854 af kamp 13. april 1849 af samme.
- Xylografi 1864 efter tegning af Henrik Olrik
- Litografi 1867 og efter dette xylografi, gruppebillede, af H.P. Hansen 1889
- Fotografier